# فرانتس بورکل
فرانتس بورکل (انگلیسی: Franz Bürkl; ۱۶ اوت ۱۹۱۱ – ۷ سپتامبر ۱۹۴۳) یک افسر گشتاپو مستقر در لهستان تحت اشغال آلمان نازی بود.وی در عملیات بورکل در ۷ سپتامبر ۱۹۴۳ ترور شد.
وی در زمان رهبری شیفت گارد و معاونت فرماندهی زندان پاویاک در ورشو مسئول چندین مورد کشتار، اعدام خودسرانه و قتل‌عام یهودیان لهستانی، شهروندان و اسیران جنگی شوروی در این زندان بود.بورکل یک سگ ژرمن شپرد داشت که از آن برای ارعاب زندانیان استفاده می‌کرد.
در زمان شورش گتوی ورشو چندین زندانی از زندان پاویاک داوطلب شرکت در سرکوب شورش و کمک به نازی‌ها برای شکار یهودیان شدند.این گروه تحت فرماندهی بورکل بود.
وی در سال ۱۹۴۳ توسط دادگاه‌های ویژه مقاومت لهستان و به مرگ محکوم شد و در نهایت در ۷ سپتامبر ۱۹۴۳ در نقشه‌ای از پیش طراحی‌شده با نام عملیات بورکل در خیابان‌های ورشو ترور شد.این عملیات بخشی از یک برنامه مقاومتی بزرگ‌تر با نام عملیات سرها بود.